# Justice to Believe / Aoi Iro
Justice to Believe/アオイイロ (Justice to Believe/Аои Иро) — четырнадцатый сингл японской певицы и сэйю Наны Мидзуки, выпущенный 15 ноября 2006 года на лейбле King Records.
Сингл поднялся до четвёртого места японского национального чарта Oricon. Было продано 41,274 копий сингла.

## Список композиций
1. Justice to Believe — 5:02
  - Слова: Нана Мидзуки
  - Музыка и аранжировка: Нориясу Агэмацу (Elements Garden)
  - Открывающая тема видеоигры Wild Arms 5
2. アオイイロ (Аои иро) — 4:24
  - Слова: Bee
  - Музыка и аранжировка: AGENT-MR
3. Justice to Believe (without Nana) — 5:02
4. アオイイロ (without Nana) — 4:24

## Чарты
| Чарт                  | Место | Продажи | Время в чарте |
| --------------------- | ----- | ------- | ------------- |
| Oricon Weekly Singles | #4    | 41,274  | 10 недель     |